# Benjamin Huggel
Benjamin 'Beni' Huggel (Dornach, 7 juli 1977) is een Zwitserse voormalig voetballer die normaliter als middenvelder speelde.

## Clubcarrière
Benjamin Huggel begon met voetballen bij het kleine Zwitserse clubje FC Münchenstein. Daar speelde hij vanaf 1987 tot en met 1996. In 1996 vertrok hij bij Münchenstein en ging hij spelen bij FC Arlesheim. Daar bleven zijn kwaliteiten niet onopgemerkt en de Zwitserse topclub FC Basel wilde hem dan ook graag overnemen. Dit gebeurde in 1998.

### FC Basel
In het seizoen 1998/1999 voegde Huggel zich voor het eerst bij de selectie van FC Basel. Daar speelde toen onder andere ook international voor Liechtenstein Mario Frick. Zijn beste seizoen op persoonlijk vlak beleefde hij in het jaar 2000/2001. In 29 wedstrijden wist hij toen als middenvelder acht maal te scoren. Het jaar daarop haalde hij met de club het Zwitserse kampioenschap. Hij maakte het seizoen echter niet volledig mee door een reeks van blessures. Wel speelde Huggel in de Champions League wedstrijd tegen Liverpool FC, toen ze de Engelse topclub uit het toernooi knikkerden. In zowel 2004 als 2005 behaalde Huggel opnieuw het landskampioenschap met Basel. In de zomer van 2005 verliet hij de club voor een buitenlands avontuur. Bij Basel speelde hij 153 wedstrijden, waarin hij 31 keer doel trof.

### Eintracht Frankfurt
Toen Huggel Basel had verlaten, ging hij voetballen bij de Duitse degradatiekandidaat Eintracht Frankfurt. Het seizoen dat hij bij de club kwam, was Frankfurt net gepromoveerd. In het begin was hij een belangrijke kracht voor de ploeg, maar in het seizoen 2006/2007 miste Huggel de vorm die hij bij FC Basel wel kende. Ondanks mogelijke degradatieklant zijnde, is Huggel nog niet met de club gedegradeerd. Sinds zijn periode bij de club haalde Eintracht tweemaal de #14 positie in de Bundesliga. In totaal speelde Huggel 53 wedstrijden voor de club, waarin hij één keer wist te scoren. Voor het seizoen 2007/2008 keerde hij terug naar FC Basel.

### FC Basel
Huggel speelde na zijn terugkeer nog 144 competitiewedstrijden voor Basel, waarin hij opnieuw 31 keer scoorde. Gedurende die tijd werd hij voor de vijfde, zesde en zevende keer Zwitsers landskampioen en won hij voor de derde, vierde en vijfde keer de nationale beker. In mei 2012 beëindigde hij zijn profcarrière.

## Interlandcarrière
Huggel mocht zich voor het eerst bij Zwitserse nationale team melden in augustus 2003. Zijn debuutwedstrijd was tegen Frankrijk. Die wedstrijd werd verloren met 2-0. Desondanks bleef Huggel toch deel uitmaken van de Zwitserse selectie. Van de drie wedstrijden die Zwitserland op Euro 2004 speelde, speelde Huggel in elke wedstrijd mee. Hij was echter niet in staat te voorkomen dat Zwitserland al in de groepsronde uitgeschakeld werd.
In 2005 speelde Huggel met Zwitserland in de play-offs tegen Turkije. Deze wedstrijd liep uit op een gevecht tussen de beide teams. Hierbij schopte Huggel een Turkse trainer. Als straf hiervoor werd Huggel voor zes internationale wedstrijden geschorst. Hierdoor kon hij niet mee naar het WK 2006 in Duitsland. Hij vocht ook in competitieverband met een Turkse voetballer, Alpay Özalan. Hierdoor werd hij voor vier competitiewedstrijden geschorst. Huggel zat ook in de selectie voor Euro 2008, maar hij zou er geen enkele wedstrijd in actie komen.

## Erelijst
- Zwitsers kampioen (2002, 2004, 2005, 2008, 2010, 2011 en 2012)
- Zwitsers bekerwinnaar (2002, 2003, 2008, 2010, 2012)